# El que espera (cuento de Ray Bradbury)
El que espera (título original en inglés: The One Who Waits) es un cuento del escritor estadounidense Ray Bradbury publicado en  The Arkham Sampler en su número del verano de 1949. Tras aparecer también en las revistas The Magazine of Fantasy and Science Fiction en febrero de 1951 y Argosy en mayo del mismo año, fue incluido en las antologías Las maquinarias de la alegría (1964) y The Stories of Ray Bradbury (1980).

## Argumento
En un pozo en Marte, un ser espera desde más de diez mil años. Cuando un cohete llega desde la Tierra, este ser volverá a la vida gracias a los humanos.